# Kutsehmuorvaaradsh
Kutsehmuorvaaradsh är en kulle i Finland.   Den ligger i den ekonomiska regionen Norra Lappland och landskapet Lappland, i den norra delen av landet, 1 000 km norr om huvudstaden Helsingfors. Toppen på Kutsehmuorvaaradsh är 270 meter över havet.
Terrängen runt Kutsehmuorvaaradsh är lite kuperad.  Trakten runt Kutsehmuorvaaradsh är nära nog obefolkad, med mindre än två invånare per kvadratkilometer. Det finns inga samhällen i närheten. 